# Dieter Schuch
Dieter Schuch (* 1953 in Frankfurt am Main) ist ein deutscher Chemiker (Theoretische Chemie). Er ist Professor an der Goethe-Universität Frankfurt am Main.
Schuch studierte ab 1973 Chemie (und Physik) an der Universität Frankfurt mit dem Diplom 1978 bei Hermann Hartmann (Untersuchungen der Spin-Bahn-Wechselwirkung für ein Problem mit torusförmiger Potentialmulde) und der Promotion 1982 (Theoretische Hilfsmittel zur Beschreibung der Ionenbewegung in der Ionen-Cyclotron-Resonanz-Spektrometrie). Er war Redakteur der Theoretica Chimica Acta, 1986 Gastdozent bei IBM Kingston in New York und habilitierte sich 1992 in Frankfurt (Komplexe nichtlineare Zusammenhänge im Rahmen einer wellenmechanischen Beschreibung reversibler und irreversibler Dynamik), mit Kyu-Myung Chung als Berater. Danach war er unter anderem bei Peter Schwerdtfeger in Auckland und bei Marcos Moshinsky in Mexiko-Stadt. 2002 wurde er außerplanmäßiger Professor am Institut für Theoretische Physik in Frankfurt.
Er befasst sich mit exakt lösbaren Problemen in klassischer Physik und Quantenmechanik, dahinter stehender Gruppentheorie und dynamischen Symmetrien einschließlich Supersymmetrie, Irreversibilität in klassischer und quantenmechanischer Dynamik (und Rolle der Zeit), Übergängen zwischen klassischer und Quantenmechanik (Semiklassische Näherung) und nichtlinearen Formulierungen und Erweiterungen der Quantenmechanik.

## Schriften (Auswahl)
- D. Schuch: Quantum Theory from a Nonlinear Perspective. Springer, 2018, ISBN 978-3-319-65592-5.
- M. Moshinsky, D. Schuch: Diffraction in time with dissipation. In: J. Phys. A: Math. Gen. Band 34, 2001, S. 4217, doi:10.1088/0305-4470/34/19/317.
- D. Schuch: Nonunitary connection between explicitly time-dependent and nonlinear approachesfor the description of dissipative quantum systems. In: Phys. Rev. A. Band 55, S. 935, doi:10.1103/PhysRevA.55.935.
- D. Schuch: Komplexe nichtlineare Zusammenhänge im Rahmen einer wellenmechanischen Beschreibung reversibler und irreversibler Dynamik. Frankfurt am Main 1991 (Dissertation).
- Hermann Hartmann, Dieter Schuch: Spin–orbit coupling for the motion of a particle in a ring-shaped potential. In: Int. J. Quantum Chem. Band 18, 1980, S. 125–141, doi:10.1002/qua.560180119.